# Геронім Гурник
Геронім Гурник (1919—2016) — польський астроном, професор фізичних наук, фахівець у галузі астрометрії та небесної механіки.

## Біографія

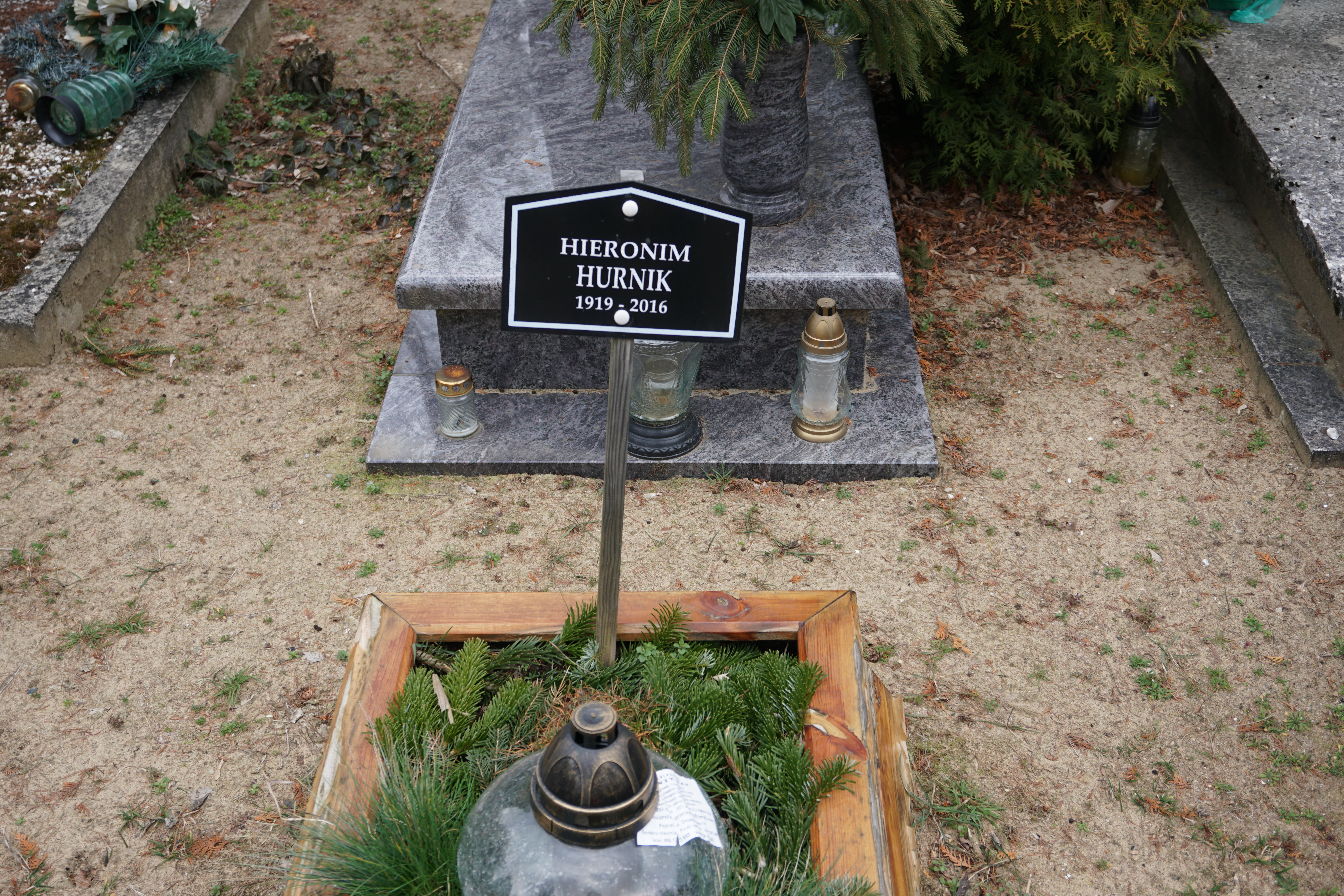
Могила Героніма Гурника на

У 1937 році закінчив клас гуманітарних наук у державній гімназії та ліцеї імені Ігнація Яна Падеревського в Познані, а потім вивчав математику в Познанському університеті. 1938 року, ще студентом, працював в астрономічній обсерваторії Познанського університету. Його навчання було перервано війною, більшу частину якої він провів в околицях Кенігсберга і Тільзіта, куди був примусово депортований для роботи на фермі в Східній Пруссії. Після повернення до Познані 1945 року, заохочений Юзефом Вітковським, тодішнім керівником обсерваторії, продовжив навчання в Познанському університеті, одночасно працюючи в астрономічній обсерваторії. Займався в обсерваторії каталогізацією бібліотеки, позиційними фотографічними спостереженнями, редукцією результатів покриття зір Місяцем, службою точного часу. 1948 року захистив магістерську дипломну роботу на тему «Дослідження об'єктиву Steinheil № 43262». Перейшовши на посаду старшого асистента, він назавжди приєднався до Астрономічної обсерваторії. У команді Фридерика Коебке він брав участь у конструюванні кварцових годинників. 1958 року отримав звання кандидата наук за дисертацію на тему «Розподіл перигеліїв і полюсів орбіт неперіодичних комет у просторі», а 1964 року захистив докторську дисертацію «Задача про рух Сонця відносно статистичної хмари комет». 1973 року став професором фізичних наук.
У 1965—1972 роках був заступником декана із заочного навчання на факультеті математики, фізики та хімії Університету Адама Міцкевича.
Він був співзасновником спостережної станції в Борувці поблизу Курника, яка нині діє як Астрогеодинамічна обсерваторія Польської академії наук.
У 1967—1990 роках (до виходу на пенсію) очолював Астрономічну обсерваторію Університету Адама Міцкевича. Під його керівництвом захистились 17 докторів філософії, в тому числі Едвін Внук(1978), Івона Витшищак (1986), Тадеуш Йопек (1986) і Пйотр Дибчинський (1991). Незважаючи на вихід на пенсію, він до кінця життя залишався науково активним. Він був членом Міжнародного астрономічного союзу, Польського астрономічного товариства та почесним членом Польського метеоритного товариства.
Похований на цвинтарі Юніково в Познані.

## Публікації
- Zagadnienie ruchu słońca względem statystycznej chmury komet, 1964
- Nowe możliwości w badaniach kosmicznych, 1979
- Kometa Halleya, PWN, Warszawa 1985
- Meteoroidy, Meteory, Meteoryty, Wydawnictwo Naukowe UAM, Poznań 1992, ISBN 83-232-0262-1
- Instrumenty obserwacyjne astrometrii. Od gnomonu do CCD i interferometru optycznego, Wydawnictwo Naukowe UAM, Poznań 2000, ISBN 83-232-1011-X[7]
- Planeta Mars, Robert Szaj, Fundacja Nicolaus Copernicus, 2018 (pośmiertnie) ISBN 978-83-941728-5-5[8]